# Kasteel van Zonnebeke

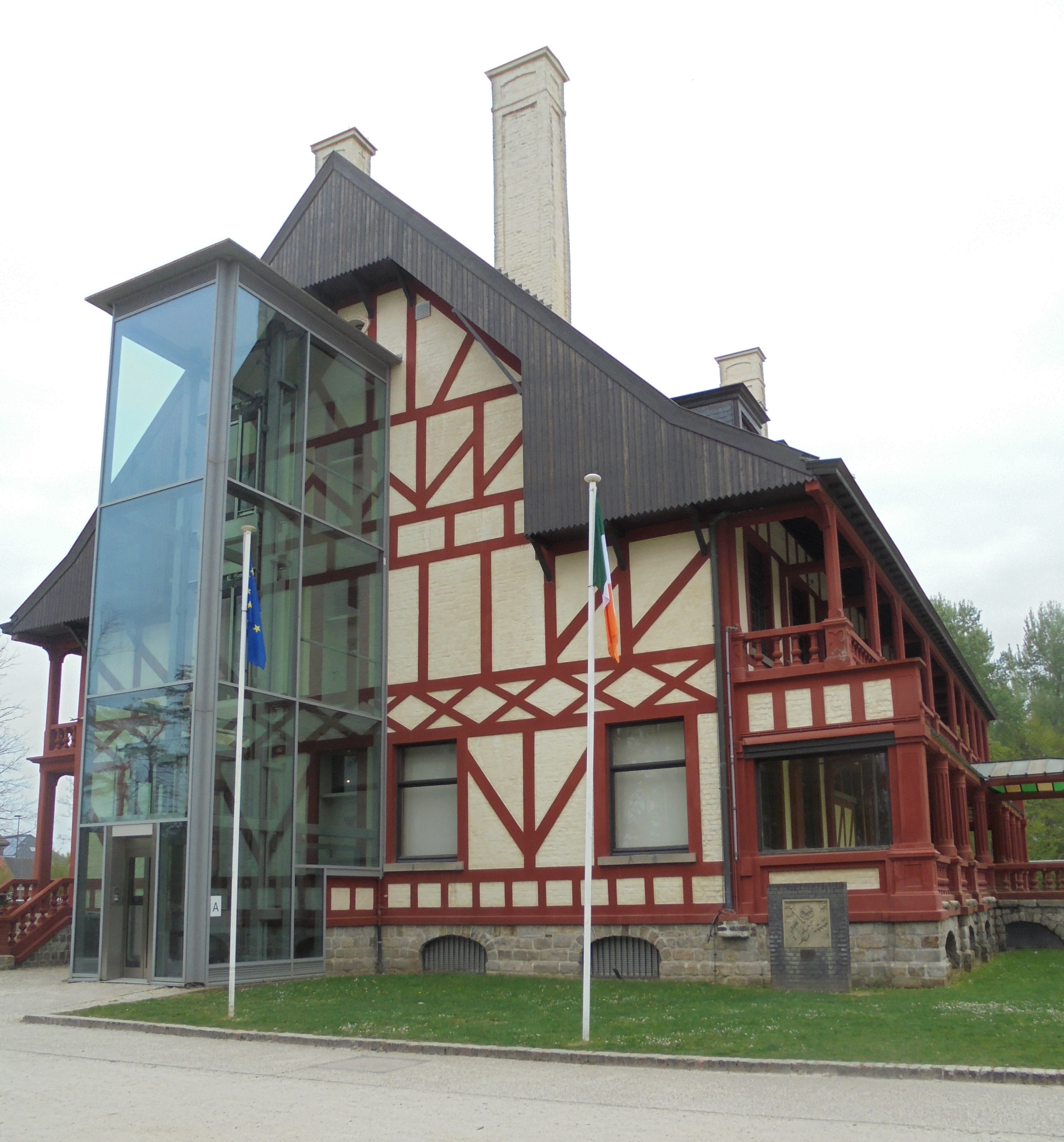
Kasteel van Zonnebeke

Het Kasteel van Zonnebeke is een kasteel met bijbehorend domein, gelegen in de West-Vlaamse gemeente Zonnebeke aan Berten Pilstraat 5A.

## Geschiedenis
Het kasteel ligt op het domein van de voormalige Augustijnenabdij Zonnebeke, welke door het Franse bewind in beslag werd genomen en in 1797 verkocht aan handelaar J.B. Delaveleye, met uitzondering van de kerk. In de loop van de 19e eeuw werden de meeste abdijgebouwen gesloopt. Slechts de abtswoning en de abdijhoeve van 1671 bleven behouden. De abtswoning, in classicistische stijl, ging als kasteeltje fungeren. Het domein omvatte een park met vijver, een moestuin en een windmolen. De laatste was een omgebouwde duiventoren. In 1841 werd het domein gekocht door Emmanuel Iweins-Hynderick. In de tweede helft van de 19e eeuw werd het kasteeltje met een neogotische vleugel uitgebreid. Het park werd heraangelegd en er werd een neogotische muziekzaal gebouwd.
Tijdens de Eerste Wereldoorlog werden kasteel en domein verwoest. De eigenaars waren gevlucht naar Aubervilliers om in 1919 terug te keren en tijdelijk in noodwoningen te huizen.
Omstreeks 1924 werd de herbouw aangevat, iets ten zuiden van de oorspronkelijke plaats, naar ontwerp van Théodore Raison. Het werd een bouwwerk in pseudo-Normandische stijl, waarbij gebruik werd gemaakt van bakstenen uit de steenfabriek van de schoonfamilie, en van stenen van de voorgaande bouwwerken. In 1982 werd het aangekocht door de gemeente Zonnebeke en tegenwoordig is het Memorial Museum Passchendaele 1917 erin gehuisvest.

## Domein
Het kasteel is omgeven door een park met bomen en een vijver, waarin zich een eilandje bevindt. De vijver wordt door de Zonnebeek gevoed. Het poortgebouw is van 1931 en werd in historiserende stijl uitgevoerd. Er is een conciërgewoning en een hengelhuisje nabij de vijver. Daarnaast zijn er diverse dienstgebouwen.

## Archeologie
Omstreeks 1990 werd archeologisch onderzoek op het domein verricht. Hierbij werden de omtrekken van een romaanse kruiskerk in ijzerzandsteen (12e eeuw) en van de oudste abdijgebouwen (2e helft 13e eeuw)aangetroffen. Vermoed werd dat in de 14e eeuw het koor werd verdubbeld en in de 18e eeuw werd een nieuw koor en sacristie gebouwd.